# NGC 6605
NGC 6605 est un amas ouvert situé dans la constellation du Serpent. Il a été découvert par l'astronome britannique John Herschel en 1826.

## Observation
Avec une magnitude visuelle de 6,0, cet amas est visible à l'œil nu depuis un endroit très sombre et exempt de pollution lumineuse. Ailleurs cenpendant, on peut observer l'amas avec de petites jumelles.

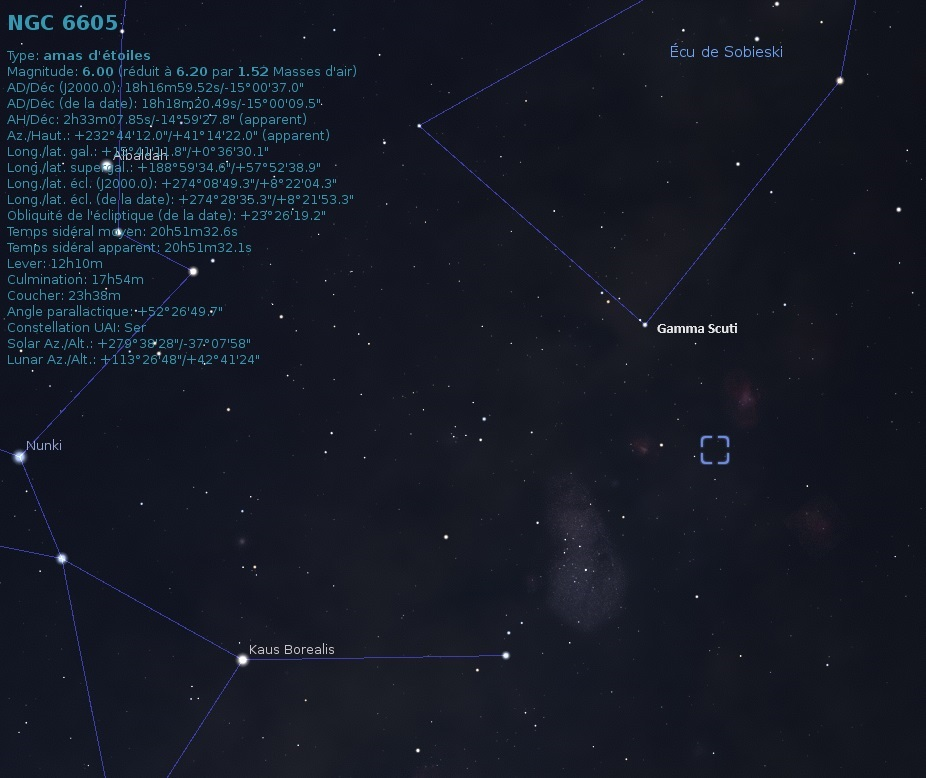
Emplacement de NGC 6605 dans la constellation du Serpent près de l'Écu de Sobieski.

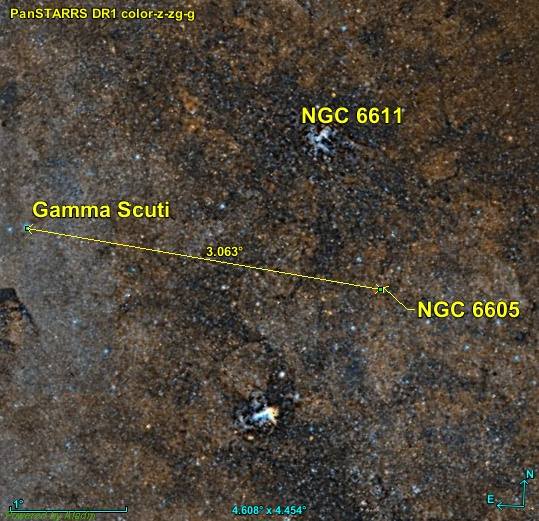
Position de NGC 6605 par rapport une étoile.

NGC 6605 est situé à environ 3,1 degré au sud-ouest de l'étoile Gamma Scuti, une étoile de magnitude 4,67 de la constellation de l'Écu de Sobieski.

## Distance et taille
La taille apparente de l'amas est de 29 minutes d'arc, ce qui, compte tenu de la distance de 1144 pc et grâce à un calcul simple, équivaut à une taille réelle d'environ 31 années-lumière.
On connait peu de choses au sujet de cet amas et Wolfgang Steinicke s'interroge même s'il ne s'agirait d'un simple regroupement d'étoiles (*Grp?)